# 울트라서프
울트라서프(UltraSurf)는 울트라리치 인터넷 코퍼레이션이 개발한 프리웨어 인터넷 검열 우회 제품이다. 이 소프트웨어는 사용자들이 HTTP 프록시 서버를 사용하여 인터넷 검열과 방화벽을 우회할 수 있게 하며 프라이버시를 위해 암호화 프로토콜을 사용한다.
인터넷 사용자들이 중국의 거대 방화벽을 우회할 수단으로서 중국의 반체제 인물들에 의해 개발되었다. 현재 사용자 수는 전 세계적으로 11,000,000명으로 급증하였다. 이 도구를 와이어드는 "인터넷에서 가장 중요한 발언의 자유 도구 중 하나"로 이야기하였으며 2007년 연구에서 하버드 대학교는 "최고의 우회 도구"로 지칭하였다. 프리덤 하우스의 2011년 연구는 이를 4위로 등재하였다.

## 개요
2002년에 울트라리치는 실리콘밸리에서 중국의 반체체자들에 의해 설립되었다. 직후 중국의 인터넷 사용자들이 중국 정부의 검열과 감시를 회피할 수 있게 하기 위해 울트라서프를 개발하였다. 2011년 기준으로 울트라서프는 전 세계적으로 11,000,000명 이상이 사용하고 있다고 보고하였다. 아랍의 봄 기간에 울트라리치는 튀니지에서 700% 급증을 기록하였다. 비슷한 트래픽 급증이 2007년 미얀마 반정부 시위 중에 티베트와 미얀마와 같은 기타 지역에서 사회 불안 기간 중에 종종 급증하였다.

## 같이 보기
- 인터넷 검열
- 인터넷 검열 우회
- 중화인민공화국의 인터넷 검열